# Gourfaleur
Gourfaleur – miejscowość i dawna gmina we Francji, w regionie Kraj Loary, w departamencie Maine i Loara. W 2013 roku jej populacja wynosiła 484 mieszkańców. Przez miejscowość przepływa rzeka Vire. 
W dniu 1 stycznia 2016 roku z połączenia czterech ówczesnych gmin – Gourfaleur, La Mancellière-sur-Vire, Saint-Romphaire oraz Saint-Samson-de-Bonfossé – utworzono nową gminę Bourgvallées. Siedzibą gminy została miejscowość Saint-Samson-de-Bonfossé. 